# Ligament croisé postérieur
Pour les articles homonymes, voir LCP.

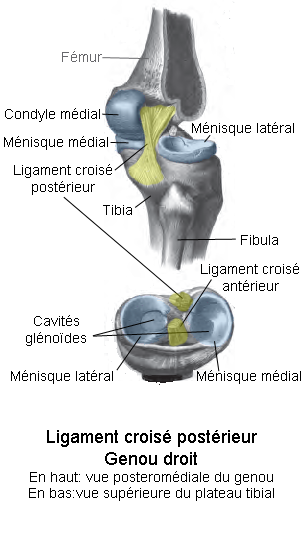
Ligament croisé postérieur.

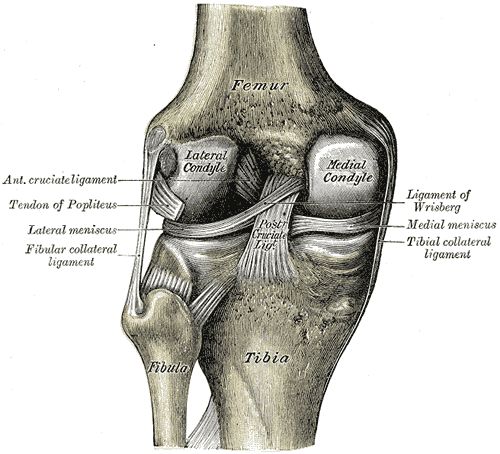
Genou gauche vu de derrière, montrant les ligaments et notamment le puissant ligament croisé postérieur (Posterior cruciate ligament).

Le ligament croisé postérieur (sigle LCP), ou ligament croisé postéro-interne dans l'ancienne nomenclature, est un ligament de l'articulation fémoro-tibiale. Il fait partie de la paire des ligaments croisés du genou avec le ligament croisé antérieur.

## Description
Le ligament croisé postérieur est situé dans la fosse intercondylaire du fémur.
En haut il se fixe sur la face latérale du condyle médial du fémur. Il descend en croisant dans les plans frontal et sagittal le ligament croisé antérieur. Il est séparé de ce dernier par une bourse séreuse interligamentaire. Il se termine sur l'aire intercondylaire postérieure du tibia.

## Anatomie fonctionnelle
Le ligament croisé postérieur forme avec le ligament croisé antérieur  le « pivot central » de l'articulation fémoro-tibiale. Ils s'opposent à un déplacement du tibia vers l'arrière par rapport au fémur, appelé traditionnellement tiroir postérieur du tibia  ainsi qu'à une rotation excessive.
Sa mise en tension maximale se fait pour un angle de flexion de 90-120° du genou et se trouve plus relâché en extension.
C'est un ligament puissant, plus épais que le ligament croisé antérieur, fait de deux faisceaux de fibres, antéro-latéral et postéro-médial. 

## Aspect clinique
La rupture du ligament croisé postérieur est rare et est due à un traumatisme violent.
Les lésions du ligament croisé postérieur se recherchent par différentes manœuvres :
- recherche d'un tiroir postérieur par la mise en tension du ligament. Pour cela, il faut exercer des pressions antéro-postérieures sur le tibia lorsque le genou est fléchi à 90°.
- recherche du récurvatum du genou lorsqu'on soulève la jambe en extension en tirant sur l'hallux. Si le ligament croisé postérieur est rompu, il n'assure plus la cohésion fémur/tibia lors de l'extension et une hyperextension peut apparaître.
- le reverse pivot shift, positif s'il apparaît un ressaut lors de l'extension du genou initialement placé en rotation externe et en valgus forcé.

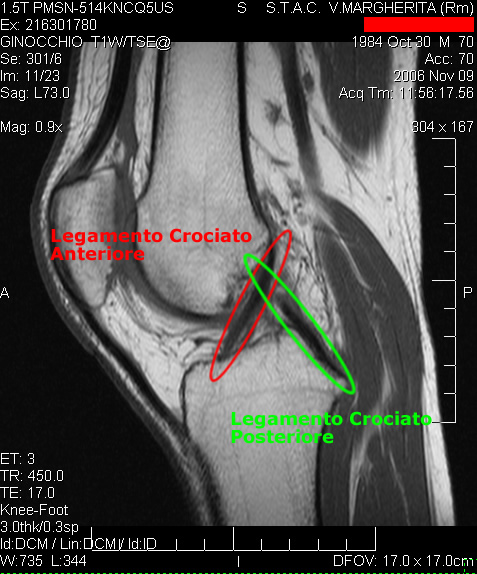
Le ligament croisé postérieur (en vert) en imagerie par résonance magnétique.